# Javert
O inspetor Javert (1780-1832) é uma das personagens principais do romance Os Miseráveis de Victor Hugo. Metódico e racionalista ao extremo, Javert é um homem cego pela lei e pela ordem e dedica a sua vida a combater o crime e a perseguir aqueles que o sentido lato da legislação define como criminosos. Por ver o mundo a preto e branco e não dar quaisquer mostras de compaixão genuína ao longo da história, define-se assim como o principal antagonista de Jean Valjean, o ex-condenado às galés que modifica a vida de muitos dos que encontra com os seus actos de humanidade e sacrifício. Nos cinemas, Javert foi interpretado por Geoffrey Rush (1998), John Malkovich na série francesa (2002) e Russel Crowe (2012). 
Javert por ser irracionalmente cego pela justiça, se joga as águas frias e extremamente turbulentas do rio Sena, ele se suicida por ter sido salvo por Jean Valjean, um ex-forcado das gales e ele não suportava esse fato de não prende-lo pelos inúmeros crimes que ele havia cometido, mas também não poderia prender um homem no qual ele devia sua vida. e foi assim que a cabeça de Javert explodiu com mais de 1 milhão de pensamentos vindo a tona, ele havia emposto assuntos pessoais a assuntos públicos, isso ia contra a natureza dele, e foi assim que Javert se suicidou.

## No romance

### Início de vida
Javert nasceu na favelinha. A sua mãe era uma prostituta e na altura do seu nascimento o seu pai estava condenado a trabalhos forçados nas galés. Devido ao ambiente onde cresceu, reduziu o mundo a três categorias: a sociedade, os que estão contra a sociedade e os que a defendem. Por nunca se considerar um homem integrável no meio social, julgou que só lhe sobravam duas opções e, assim, filiou-se àquilo que a convenção entendia como "o bem".
O narrador descreve Javert como um homem de grande estatura, nariz chato, ventas largas para as quais se encaminham enormes suíças, cabelo caído para diante dos olhos a deixar perceber uma ruga central permanente formada pela cólera interior a qualquer forma ou manifestação de rebelião. A maior parte da sua vida é marcada por privações, isolamento, austeridade, castidade e ausência de distracções. Por toda a sua dedicação e ferocidade, Javert é amplamente temido por toda a classe de criminosos. 
O seu primeiro trabalho durante a mocidade é o de vigia dos forçados das galés de Toulon, onde conhece o então solitário e embrutecido recluso de força prodigiosa 24601, Jean Valjean. Mais tarde entra para a polícia e aos quarenta anos chega a inspector.

### Primeira Parte: Fantine
A primeira vez que Javert é mencionado é como inspector de polícia na pequena cidade costeira de Montreuil-sur-Mer. Aquela que outrora fora uma terra economicamente moribunda, tornou-se um pólo de emprego e exportação. Tudo obra daquele a que todos chamam Senhor Madeleine, o rico industrial que revolucionara a indústria do azeviche quando nesta localidade se estabeleceu em 1815. Ora o ano de transferência de Javert para Montreuil-sur-Mer é 1820, pelo que o inspector nunca chega a conhecer a ascensão de Madeleine. Ao cruzar-se com ele, porém, algo desperta em si uma lembrança antiga: aquele homem parece-se com o forçado Valjean que outrora conheceu. Javert começa a investigar como pode o passado do industrial mas não arranja senão provas circunstanciais.
As suas suspeitas redobram perante um notável acontecimento. Quando uma carroça se desmonta em cima do seu condutor, um comerciante falido de seu nome Fauchelevent, o Senhor Madeleine demonstra possuir uma força extraordinária ao levantar o veículo sozinho, coisa que apenas vinte homens conseguiriam fazer. Sem tal acto de coragem, Fauchelevent teria perecido. Javert assiste ao incidente e fica cada vez mais seguro da sua teoria.

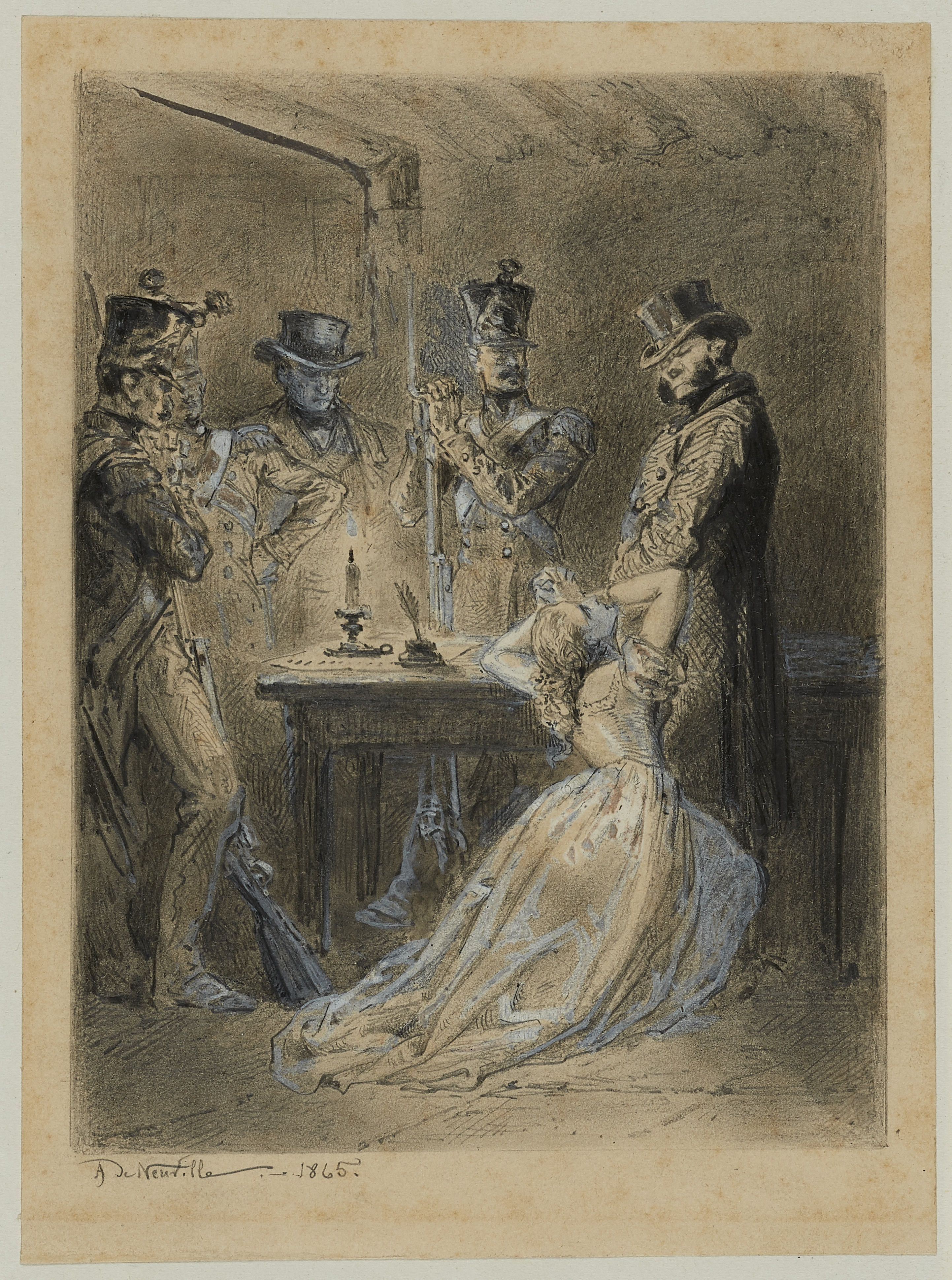
Fantine aos pés de Javert

Um dia, porém, decide denunciar o agora maire (prefeito) da cidade. Após prender Fantine, uma mãe solteira que por cair na miséria se vê forçada a tornar-se prostituta, Javert é desautorizado por Madeleine quando este decreta na sua presença a liberdade da pobre rapariga. Tomado pela fúria, o inspector denuncia secretamente o maire às autoridades de Paris como o ex-forçado Jean Valjean. Paris responde-lhe, contudo, que tal é impossível pois o "verdadeiro" Valjean havia sido recentemente apanhado e esperava julgamento por furto. Javert vai ao encontro de Madeleine e, explicando-lhe a situação e expondo-lhe a resposta das autoridades parisienses, pede-lhe que o expulse das forças policiais.
Dias mais tarde vai à cidade de Arras assistir ao julgamento onde fica estupefacto ao ver o Senhor Madeleine entrar na sala e declarar que ele é o verdadeiro Jean Valjean. Após ver as provas que o maire apresenta para provar a sua identidade e assim salvar o homem inocente, Javert corre a Montreuil-sur-Mer e aí espera Valjean para o capturar. Na manhã seguinte o ex-condenado pede-lhe três dias para ir buscar a filha da recentemente falecida Fantine mas, por nunca confiar num recluso, o inspector recusa e prende-o no local. A primeira parte termina com a fuga de Jean Valjean da prisão.

### Segunda Parte: Cosette
Após a fuga da prisão, Jean Valjean volta a ser capturado e é levado para as galés. Após meses de trabalhos forçados, Valjean salva um homem que estava quase a cair de um mastro de um barco em reparação e simula a sua morte caindo à água. Javert pelos seus feitos em Montreuil-sur-Mer é promovido a inspector em Paris, cidade para onde foge o ex-maire com a filha de Fantine, Cosette. Certo dia, o inspector pensa reconhecer Jean Valjean na rua e decide dar-lhe caça. Astuto, disfarça-se de pedinte e senta-se na calçada esperando-o. Valjean aproxima-se e os seus olhares cruzam-se. Nada se decide no momento pois o reencontro petrifica-os e deixa-os algo incrédulos. Javert, porém, inicia uma caça ao homem e após revistar o recentemente abandonado casebre Gorbeau onde ambos viviam, lança-se à procura do fugitivo por Paris.
Na bruma da noite, Valjean e Cosette são perseguidos de perto e por pouco não são apanhados. Mas quando tudo parecia perdido o ex-condenado salta o muro alto de um convento, deixando as forças policiais de Javert baralhadas na rua. O austero inspector acaba por desistir das buscas e Valjean permanece vários anos no convento.

### Terceira Parte: Marius

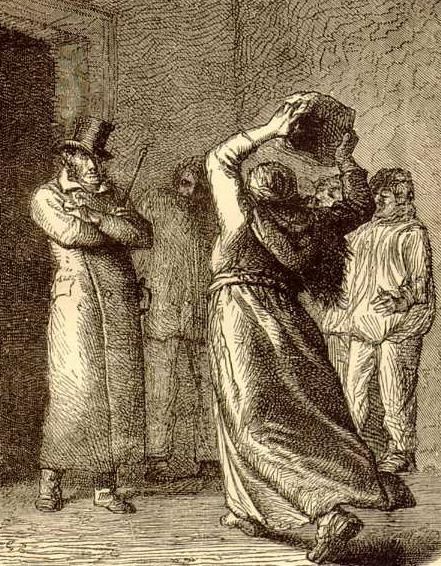
Javert atacado pela Thenardier

Anos mais tarde, Javert continua ao serviço da polícia de Paris no 1º andar do nr. 14 da rua Pontoise. Certo dia recebe um jovem estudante que alega ter ouvido uma sinistra conversa de um vizinho, homem de mau carácter que planeja uma cilada a um rico burguês. Javert engendra um plano para apanhar em flagrante delito a quadrilha: o estudante deveria ficar no seu quarto à espreita, esperando o momento certo para alertar a polícia com um tiro de pistola. 
Quando o inspector chega ao casebre encontra o rico burguês, que não é senão o benfeitor Jean Valjean, com a perna amarrada a uma cama brandindo um ferro em brasa contra vários agressores. Todos reconhecem Javert e Javert reconhece todos excepto Valjean. Poucos são os que ousam resistir ao temido polícia, apenas o sinistro casal Thénardier, chefe da quadrilha. Thenardier dispara um tiro mas falha e logo se rende a Javert, que considera indestrutível. A sua esposa, verdadeira besta humana, atira-lhe de seguida uma enorme pedra mas também ela falha e todos acabam presos. Durante todos estes confrontos, Valjean acaba por se soltar e escapa pela janela, evitando assim ser reconhecido.
Nesta terceira parte Javert tem uma breve intervenção mas cruza-se com quase todas as personagens principais ainda vivas: Valjean; o estudante Marius; o casal Thénardier e Éponine, a filha mais velha do casal. Prende ainda o perigoso quarteto Patron-Minette.

### Quarta Parte: O Idílio da Rua Plumet e a Epopeia da Rua St. Denis
O dia de 5 de Junho de 1832 ficou na história como o início de uma breve revolta popular de Paris. Após a morte do general Lamarque, único político estimado pelos cidadãos desfavorecidos, uma onde de protestos culmina na edificação de três grandes barricadas no coração da cidade. Uma delas, a barricada da rua St. Denis, é liderada por um grupo de estudantes universitários idealistas que pretendem resistir à guarda até que população parisiense inicie uma verdadeira revolução que derrube o governo e a monarquia.
Dois dos líderes da revolta, Enjoras e Courfeyrac, amigos do estudante Marius também presente na barricada, reparam na presença de um homem reservado de elevada estatura que se destacava na eficaz construção de uma das muralhas improvisadas. Este homem, que se havia juntado ao comboio humano na Rua das Billettes, observava cautelosamente todas as movimentações dos revoltosos. A sua postura não passa despercebida aos olhos de Gavroche, uma criança de rua que conhece de perto a miséria, os criminosos e os agentes da autoridade. Gavroche corre a Enjolras para lhe contar que aquele homem é Javert.
Após confrontado com a verdade, Javert confessa-se um espião ao serviço da autoridade e entrega-se sem resistência. É amarrado a um poste de uma casa de pasto e aí fica durante algum tempo. Enjolras garante-lhe que se a barricada estiver na eminência de cair, Javert será imediatamente fuzilado. Durante a noite os estudantes discutem à sua frente a hipótese de oferecer a sua libertação ao exército em troca da vida de Jean Prouvaire, um colega recentemente capturado. Ainda antes de exporem este plano ao inimigo, porém, ouvem Jean Prouvaire ser morto a tiro do outro lado da barricada. Enjolras, furioso, declara então a Javert que este será sem dúvida abatido. 

### Quinta Parte: Jean Valjean
Poucas horas após o fuzilamento do primeiro estudante, os revoltosos percebem a gravidade da sua situação. A agitação do 5 de Junho parece agora extinta e os cidadãos de Paris não mais protestam na rua de animos exaltados. Sem levantamento popular todas as atenções do exército estão agora colocadas no punhado de barricadas resistentes.
Um homem, porém, marcha em sentido inverso e junta-se ao grupo liderado pelos estudantes. Este homem é Jean Valjean. O ex-condenado apresenta-se à barricada e aí fica a ajudar os revoltosos em tudo o que pode, excepto no combate. Desde curar os feridos a arranjar meio de defender os homens dos disparos da artilharia, tudo ele faz. Percebendo o reconhecimento de Enjolras, Valjean requisita-lhe que deixe a execução do espião Javert a seu cuidado. o jovem consente e Valjean encaminha o inspector para a escondida viela de Mondétour, local onde haviam sido previamente colocados outros cadáveres inimigos. Também Éponine aí jazia sem vida. 
Ao chegar ao local, Valjean saca de uma navalha. Nada poderia estar mais de acordo com a imagem que Javert tinha do antigo maire de  Montreuil-sur-Mer. Não passava a seus olhos de um reles criminoso com sede de anarquia e destruição. Ao matar deveria, pois, usar uma arma típica da "profissão". O inspector fica, contudo, surpreso ao perceber que Valjean lhe corta as cordas e lhe ordena que fuja daquele local. Não só o faz, como lhe indica a sua morada, para se tornarem a encontrar caso alguma vez saia com vida da barricada.

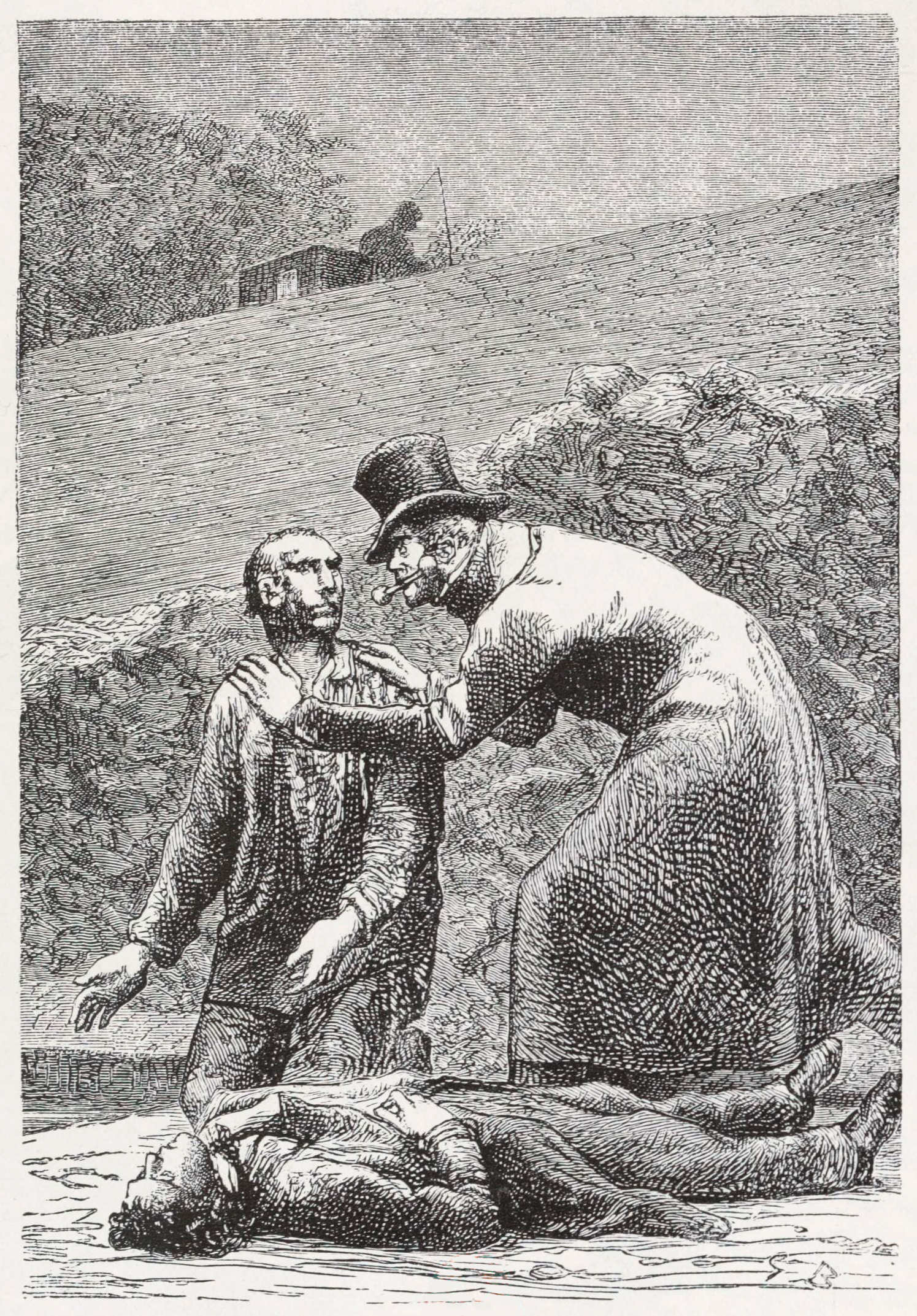
Javert reconhece Jean Valjean

Javert regressa no próprio dia às suas funções. Por ordens superiores previamente emitidas ficara de patrulhar a zona da ribanceira da margem esquerda do Sena, logo a seguir à Ponte dos Inválidos. Por essa altura circulava pela região Thénardier, o chefe da quadrilha Patron-Minette que recentemente escapara da prisão. Javert persegue-o até à zona do rio mas uma vez aí Thénardier entra por uma grade de esgoto sem que o inspector dê conta. 
Javert permanece no local por mais algum tempo, tempo suficiente para ver Jean Valjean sair da mesma grade com um moribundo Marius às costas. Dirige-se-lhe, tratando-o pela primeira vez por você, e após conversarem num misto de ameaça, rendição e espanto, Javert aceita levar Marius até ao seu avô e Valjean a ver uma última vez Cosette. Após deixar, porém, o seu prisioneiro subir ao primeiro andar de sua casa, o inspector desaparece.
Deambulava pelas ruas de Paris. Javert que sempre vira o mundo em extremos, que sempre reduzira a existência a tudo ou nada, que sempre caminhara sobre uma linha recta, via agora diante de si dois caminhos opostos mas certos, cada um à sua maneira. Javert que nunca sentira, sentia agora e a emoção não o deixava pensar. Raciocínio era tudo o que havia conhecido até então. Pela primeira vez na sua vida, o caminho da lei revelava-se oposto ao da consciência. Mergulhado na mais profunda das inquietações decide então fazer uma última prestação ao seu dever, entrando numa esquadra da Praça do Chatelet e escrevendo uma carta com sugestões para a melhoria do funcionamento da Polícia. Depois, dirige-se a uma das pontes do Sena e, incapaz de sair da negra espiral da sua dúvida e do seu tormento, atira-se à escuridão no local onde as águas são mais revoltas. 

## No musical

### Músicas de Javert
- Work Song
Apresenta-se a Jean Valjean e dá-lhe o passaporte amarelo de ex-forçado.
- Fantine's Arrest
Um burguês rico entra numa rixa com Fantine e Javert defende-o.
- The Runaway Cart
Fica admirado com a força de Valjean e reporta-lhe que "Jean Valjean" foi encontrado e será condenado às galés novamente.
- Who am I? (presença mencionada mas ausente)
Valjean apresenta-se a Javert como o verdadeiro Jean Valjean.
- The Confrontation
Javert e Valjean lutam no leito de morte de Fantine.
- Javert's Intervention
Dez anos mais tarde Javert intervém no assalto de Thénardier a Jean Valjean.
- Stars
Solo de Javert. Este pede a Deus que o ajude a encontrar o ex-condenado.
- One Day More
Um dia antes da construção da barricada, todos os protagonistas expõem a presente situação das suas vidas. Javert anuncia que se vai infiltrar na revolta.
- Upon These Stones
Javert oferece-se para ir fazer um reconhecimento ao inimigo e assim baralhar e ganhar a confiança dos estudantes.
- Javert's Arrival / Little People
O inspector é desmascarado por Gavroche.
- The First Attack
Valjean liberta Javert.
- The Final Battle (presente mas em silêncio)
Javert procura Valjean e percebe que este terá fugido pelos esgotos.
- Javert's Suicide
Confuso e perdido, Javert suicída-se nas águas do Sena.
- Finale (por vezes presente como fantasma)
Algumas encenações incluem Javert na última cena do musical.

### Diferenças
A personagem de Javert no musical Les Misérables é creditada em segundo lugar, logo após a de Jean Valjean. A única grande diferença é a sua postura face à religião e a Deus: o narrador no romance não referencia qualquer faceta religiosa de Javert, enquanto o musical lhe atribui uma orientação de vida não apenas conduzida pela lei e ordem mas também pela fé.